# Frank Clark (lekkoatleta)
Frank Allan Clark (ur. 11 kwietnia 1943 w Sydney) – australijski lekkoatleta, chodziarz
Podczas igrzysk Imperium Brytyjskiego i Wspólnoty Brytyjskiej (1966) nie ukończył chodu na 20 kilometrów. Na igrzyskach olimpijskich był 16. w chodzie na 20 kilometrów oraz 12. na 50 kilometrów.
Trzynastokrotny medalista mistrzostw kraju, w tym trzykrotny mistrz Australii (w 1967 i 1969 w chodzie na 20 kilometrów oraz w 1969 w chodzie na 3000 metrów).

## Rekordy życiowe
- Chód na 20 kilometrów – 1:31:43 (1968)
- Chód na 50 kilometrów – 4:22:51 (1967)